# Franco Comotti
Gianfranco »Franco« Comotti, italijanski dirkač Formule 1, * 24. julij 1906, Brescia, Italija, † 10. maj 1963, Bergamo, Italija.

## Življenjepis
Že v predvojnem prvenstvu je zmagal na dveh pomembnejših dirkah, Veliki nagradi Neaplja 1933 in Grand Prix du Comminges 1934. V Formuli 1 je nastopil na dveh dirkah, Veliki nagradi Italije v sezoni 1950, kjer je odstopil v petnajstem krogu, in Veliki nagradi Francije v sezoni 1952, kjer je zasedel dvanajsto mesto z več kot štirinajstimi krogi zaostanka za zmagovalcem. Umrl je leta 1963.